# NXT Gold Rush
NXT Gold Rush – dwa specjalne odcinki cotygodniowego programu NXT. Odbyły się 20 i 27 czerwca 2023 w WWE Performance Center w Orlando w stanie Floryda. Emisje były przeprowadzane na żywo za pośrednictwem USA Network.

## Tło
13 czerwca 2023 na odcinku NXT, Shawn Michaels ogłosił, że NXT Gold Rush odbędzie się 20 i 27 czerwca 2023 roku w WWE Performance Center w Orlando w stanie Floryda i będzie emitowane w USA Network.

## Produkcja i rywalizacje
Gold Rush oferowało walki profesjonalnego wrestlingu z udziałem wrestlerów należących do brandu NXT. Wyreżyserowane rywalizacje (storyline’y) były kreowane podczas cotygodniowych gal NXT. Wrestlerzy są przedstawieni jako heele (negatywni, źli zawodnicy i najczęściej wrogowie publiki) i face’owie (pozytywni, dobrzy i najczęściej ulubieńcy publiki), którzy rywalizują pomiędzy sobą w seriach walk mających budować napięcie. Kulminacją rywalizacji jest walka wrestlerska lub ich seria.

### Seth „Freakin” Rollins vs. Bron Breakker
6 czerwca na odcinku NXT, Bron Breakker rzucił wyzwanie Sethowi „Freakin” Rollinsowi o mistrzostwo świata wagi ciężkiej. W następnym tygodniu, podczas promo Breakkera, Rollins pojawił się na TitanTronie, aby przyjąć wyzwanie Breakkera na walkę o tytuł na pierwszym tygodniu Gold Rush.

### Carmelo Hayes vs. Baron Corbin
30 maja na odcinku NXT, po tym, jak Carmelo Hayes obronił mistrzostwo NXT, zaatakował go Baron Corbin. W następnym tygodniu, Ilja Dragunov przerwał promo Corbina i wyzwał go na walkę, która została zapowiedziana na przyszły tydzień. Na tym odcinku dyrektor wykonawczy WWE, Shawn Michaels, ogłosił na Twitterze, że zwycięzcą tego pojedynku będzie przeciwnikiem Hayesa o mistrzostwo NXT na drugim tygodniu Gold Rush. Walke wygrał Corbin.

### Tiffany Stratton vs. Thea Hail
6 czerwca na odcinku NXT, Thea Hail wygrała Battle Royal i została pretendentką numer jeden do mistrzostwa kobiet NXT Tiffany Stratton. W następnym tygodniu tę walkę zaplanowano na drugi tydzień Gold Rush.

### Wes Lee vs. Tyler Bate
Na Battleground, Wes Lee pokonał Tylera Bate’a i Joe Gacy’ego w Triple threat matchu i obronił mistrzostwo Ameryki Północnej NXT. 30 maja na odcinku NXT, podczas tag team matchu, w którym Lee i Bate zmierzyli się z The Dyad (Rip Fowler i Jagger Reid), Mustafa Ali powrócił do NXT. Dwa tygodnie później, w segmencie za kulisami, gdzie Lee, Bate i Ali świętowali zwycięstwo nad The Schism, Ali zaproponował walkę pomiędzy Lee i Batem o mistrzostwo Ameryki Północnej NXT, gdzie Ali byłby sędzią specjalnym. Lee i Bate zgodzili się na pomysł Alego, a walkę tę zaplanowano na pierwszy tydzień Gold Rush.

### Dana Brooke vs. Cora Jade
6 czerwca na odcinku NXT, Dana Brooke i Cora Jade wzięły udział we wspomnianym Battle Royalu i były dwiema ostatnimi osobami wyeliminowanymi w tej walce. W następnym tygodniu, Jade przerwała wywiad Brooke i obwiniła ją o to, że kosztowała ją battle royal. Po tym, jak Brooke odpowiedziała, że nie powinna jej winić, Jade uderzyła Brooke w twarz. Na tym samym odcinku, Brooke rozproszyła Jade podczas jej walki, powodując jej przegraną. Walka pomiędzy Brooke i Jade zaplanowano na pierwszy tydzień Gold Rush.

### Sytuacja tytułu NXT Tag Team Championship
13 czerwca na odcinku NXT, Malik Blade pokonał swojego partnera tag teamowego Edrisa Enofé, w którym Hank Walker i Tank Ledger oraz Brooks Jensen i Josh Briggs oglądali tę walkę przy ringu. Po tej walce, Blade i Enofé przytulili się przy akompaniamencie tych dwóch drużyn. Po czym komentator NXT, Booker T, ogłosił, że te trzy drużyny tag teamowe zmierzą się ze sobą w triple threat tag team matchu na pierwszym tygodniu Gold Rush, a zwycięzcy tego pojedynku zmierzą się z Gallus (Markiem Coffeyem i Wolfgangiem) o NXT Tag Team Championship na drugim tygodniu tej gali.

## Wyniki walk
| Nr                                 | Wyniki | Stypulacje                                                                         | Czas  |
| ---------------------------------- | --- | ---------------------------------------------------------------------------------- | ----- |
| 1                                  | Wes Lee (c) pokonał Tylera Bate’a poprzez pinfall                                                                                       | Singles match o NXT North American Championship Mustafa Ali był sędzią specjalnym. | 12:59 |
| 2                                  | Malik Blade i Edris Enofé pokonali Tanka Ledgera i Hanka Walkera oraz Josha Briggsa i Brooksa Jensena (z Fallon Henley) poprzez pinfall | Triple threat tag team match o miano pretendentów do NXT Tag Team Championship     | 9:12  |
| 3                                  | Cora Jade pokonała Danę Brooke przez zastopowanie walki                                                                                 | Singles match                                                                      | 10:46 |
| 4                                  | The Meta-Four (Jakara Jackson i Lash Legend) (z Noam Darem i Oro Mensahem) pokonały Valentinę Feroz i Yulisę León poprzez pinfall       | Tag team match                                                                     | 3:22  |
| 5                                  | Seth „Freakin” Rollins (c) pokonał Brona Breakkera poprzez pinfall                                                                      | Singles match o World Heavyweight Championship                                     | 17:06 |
| (c) – mistrz/mistrzyni przed walką | |                                                                                    |       |

| Nr                                 | Wyniki                                                                                     | Stypulacje                                    | Czas  |
| ---------------------------------- | ------------------------------------------------------------------------------------------ | --------------------------------------------- | ----- |
| 1                                  | Tiffany Stratton (c) pokonała Theę Hail (z Duke Hudsonem) poprzez pinfall                  | Singles match o NXT Women’s Championship      | 9:08  |
| 2                                  | Gallus (Mark Coffey i Wolfgang) (c) pokonali Malika Blade’a i Edrisa Enofé poprzez pinfall | Tag team match o NXT Tag Team Championship    | 13:18 |
| 3                                  | Nathan Frazer (c) (z Yulisą León) pokonał Dragona Lee (z Valentiną Feroz) z wynikiem 2–1   | British Rounds Rules match o NXT Heritage Cup | 11:54 |
| 4                                  | Gigi Dolin pokonała Kianę James poprzez pinfall                                            | Singles match                                 | 9:04  |
| 5                                  | Carmelo Hayes (c) (z Trick Williamsem) pokonał Barona Corbina poprzez pinfall              | Singles match o NXT Championship              | 16:32 |
| (c) – mistrz/mistrzyni przed walką |                                                                                            |                                               |       |